# Un nouveau Noël Disney
Un nouveau Noël Disney ou Les Contes d'hiver de Jiminy Cricket ou Le Noël de Jiminy Cricket (From All of Us to All of You/Jiminy Cricket's Christmas), est une émission spéciale constituée de dessins animés, consacrée aux fêtes de Noël, et produite par Walt Disney Productions. La première diffusion date du 19 décembre 1958 dans le cadre de Walt Disney Presents sur le réseau ABC. En France, ce programme a été diffusé à partir du 23 décembre 1990 dans Disney Parade sur TF1. Rediffusion en 2013 sur Disney Cinemagic.

## Synopsis
Il s'agit d'un montage d'extraits d'anciens films Disney, et des transitions assurées par Jiminy Cricket avec la participation de Mickey Mouse et la Fée Clochette sous forme de cartes de vœux.

## Diffusion aux États-Unis
À partir de 1963, et ce jusqu'aux années 1970, le programme fut régulièrement rediffusé et réactualisé avec de nouveaux extraits des dernières productions Disney. En 1983, il fut étendu à 90 minutes, et retitré A Disney Channel Christmas pour sa diffusion sur la chaîne câblée américaine Disney Channel. En 1986, une version de 45 minutes est sortie en VHS sous le titre Le Noël de Jiminy Cricket (Jiminy Cricket's Christmas).

## Diffusion en France
Le programme fut régulièrement rediffusé de 1990 à 1998 dans l'émission Disney Parade au moment de Noël. Chaque année, la dernière séquence était réactualisée afin de présenter un extrait du film Disney qui allait sortir pour les fêtes. Une version de 45 minutes est sortie en VHS sous le titre les Contes d'hiver de Jiminy Cricket. La version Le Noël de Jiminy Cricket (Jiminy Cricket's Christmas) a été diffusé sur Disney Cinemagic.

## Diffusion en Suède
Le programme, nommé en suédois Kalle Anka och hans vänner önskar God Jul, est diffusé le 24 décembre à partir de 15 heures tous les ans depuis 1959. Le programme est très populaire : en 2020, il y avait 4,5 millions de téléspectateurs, soit la moitié du pays et un record d'audience,.